# Hadrodactylus nigrifemur
Hadrodactylus nigrifemur là một loài tò vò trong họ Ichneumonidae.